# José Freire de Carvalho

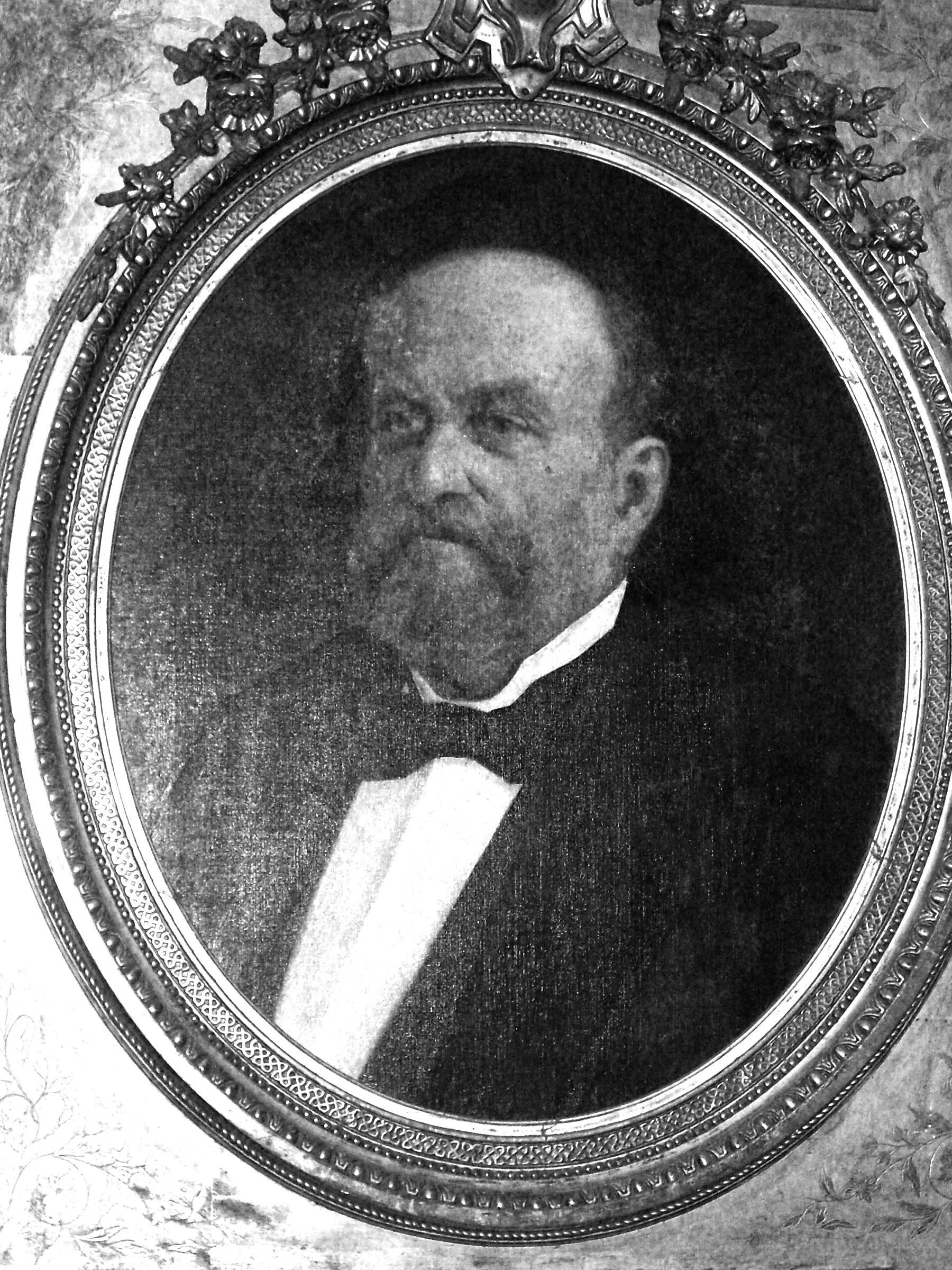
Retrato de José Freire de Carvalho

José Freire de Carvalho, primeiro e único barão de Pojuca (Salvador, 13 de maio de 1823 — Catu, 3 de janeiro de 1909) foi um nobre brasileiro.
Agraciado barão em 17 de março de 1883, era coronel da Guarda Nacional, também militou na política.